# Stine Brun Kjeldaas
Stine Brun Kjeldaas, née le 23 avril 1975 à Kongsberg, est une snowboardeuse norvégienne spécialisée dans le half-pipe.
Au cours de sa carrière, elle a remporté la médaille d'argent olympique en Jeux olympiques d'hiver de 1998 à Nagano en half-pipe. Aux mondiaux, elle y a également remportée la médaille d'argent en 2001 en half pipe. Elle a également participé aux Jeux de Salt Lake City en 2002. En 2010 elle rejoint la BBC pour commenter les Jeux olympiques d'hiver de 2010 à Vancouver.

## Biographie
Elle s'est mariée avec la snowboardeuse néerlandaise Cheryl Maas.

## Palmarès

### Jeux olympiques d'hiver
- Médaillée d'argent olympique aux Jeux olympiques d'hiver de 1998 à Nagano ( Japon)

### Championnats du monde
- Vice-championne du monde aux Championnats du monde 2001 à Madonna di Campiglio ( Italie)